# Chika Anadu
Chika Anadu es una cineasta nigeriana famosa por la película B for Boy (2013). También ha escrito y producido varios cortometrajes. Sus películas son conocidas por abordar cuestiones en torno al género y las presiones culturales por la tradición en Nigeria. 

## Formación
Chika Anadu nació en noviembre de 1980 en Lagos, Nigeria. Cuando tenía 16 años se mudó a Inglaterra para continuar su educación. Mientras estuvo allí, hizo sus niveles 'A', completó su primer título en Derecho y Criminología, y obtuvo un máster en Estudios Africanos: Desarrollo Humano y Sostenible. En una entrevista con la Academia de Cine de Nueva York, Anadu afirmó quesiempre le había gustado el cine, pero no fue hasta 2006 que se planteó ser directora como una carrera posible. Anadu regresó a Nigeria en 2006 para completar su Servicio Juvenil, un programa obligatorio de trabajo del gobierno para ciudadanos nigerianos con títulos universitarios. Durante su estancia, vio la película italiana Cinema Paradiso (1988) y quedó tan impresionada que deseó convertirse en directora.

## Trayectoria
Anadu regresó a Nigeria en 2008 y comenzó a trabajar en la producción de TV y cine. Insatisfecha con su experiencia,  comenzó a escribir y filmar sus propios cortometrajes en octubre y noviembre de 2009. Su primer cortometraje, Epílogo (2009), se mostró en el Festival de Cine Negro de San Diego 2010 en los Estados Unidos. Ava (2010) se mostró en el Short Film Corner del Festival de Cine de Cannes en 2010.
En 2010, la Academia de Cine de Nueva York llegó a Nigeria por primera vez, ofreciendo talleres de un mes de duración en dirección, actuación, escritura de guiones y trabajo de cámara. Anadu eligió inscribirse en el taller de escritura de guiones en lugar de dirigir, a pesar de saber que quería ser directora. Durante este tiempo, Anadu solicitó el Programa de Residencia Cinéfondation de Cannes en París. El tratamiento del guion de 14 páginas que fue parte de su presentación fue la base de lo que se convertiría en su primer largometraje, B for Boy (2013). Anadu aseguró uno de las seis plazas y se mudó a París para participar. Ella escribió el guion de B for Boy  durante su estancia de dos semanas y media.  
Anadu produjo la película con su compañía independiente No Blondes Production. Se rodó en 17 días, con Anadu trabajando como directora, escritora, productora, directora de casting, buscadora de localizaciones, contable y abogada. La película fue financiada en su totalidad con el dinero familiar, la familia de Anadu contribuyó con el 70% del costo, mientras que la familia de su pareja productora, Arie Esiri, contribuyó con el 30% restante. B for Boy (2013) se estrenó internacionalmente en el BFI London Film Festival en 2013. También se mostró en el AFI Fest donde ganó el AFI Fest 2013 Breakthrough Award con un premio en efectivo de 5,000 dólares. El estreno sudafricano de la película se celebró en Durban el 19 de julio de 2014.

## Filmografía
| Year | Film                |
| ---- | ------------------- |
| 2009 | Epilogue            |
| 2010 | Ava                 |
| 2012 | The Marriage Factor |
| 2013 | B for Boy           |
| 2015 | Going Home          |